# Монаенков, Игорь Александрович
Игорь Александрович Монаенков (14 января 1967 — 29 ноября 2004) — советский и российский хоккеист, защитник. Тренер.

## Биография
Воспитанник воскресенского «Химика». Выступал за команды «Химик» (1983/84 — 1986/87, 1988/89 — 1993/94, 1995/96), СКА МВО Калинин (1986/87 — 1987/88), СК им. Урицкого Казань (1988/89), «Сокол» Луховицы (1993/94), «Всетин» (Чехия, 1993/94), «Прогресс» Глазов (1994/95, 1996/97), «Нефтяник» Альметьевск (1994/95 — 1995/96), «Кедр» Новоуральск (1996/97), «Металлург» Серов (1998/99 — 1999/2000).
Серебряный призёр чемпионата Европы среди юниорских команд 1985. Победитель чемпионата мира среди молодёжных команд 1986. Участник «Хоккейной драки в Пьештянах» на чемпионате мира среди молодёжных команд 1987.
Главный тренер «Локомотива» Серов (1999—2000). Тренер юношеской команды «Химика» 1987 года рождения (2001—2002). Тренер «Металлурга» Серов (2003/04). В октябре 2004 года был назначен главным тренером команды. Скончался 29 ноября в возрасте 37 лет.
Сын Артём (род. 1988) в 2004—2010 годах играл в низших российских хоккейных лигах.